# Al·ligàtor del Mississipi
L'al·ligàtor del Mississipi (Alligator mississippiensis) és una espècie de sauròpsid (rèptil) crocodilià de la família Alligatoridae.

## Característiques
És la major espècie d'al·ligàtor, i de fet és un dels crocodilis més grans d'Amèrica, aconseguint un màxim de 6 metres de longitud, encara que a causa de la desaparició de grans animals de la zona per causes antròpiques, avui dia, els mascles oscil·len entre 4 i 4,5 m i les femelles aconsegueixen els 3 m. El seu pes oscil·la entre els 70 kg de les femelles i els més de 450 kg dels mascles.

## Distribució
Es distribueix pels rius, pantans i maresmes del sud dels Estats Units, des de Carolina del Nord fins al sud de Texas, limitant amb la frontera mexicana. La persecució humana que va ser objecte en un altre temps ho ha fet desaparèixer de moltes zones, i actualment només abunda realment en l'estat de Florida i en menor mesura en la desembocadura del riu Mississipi. És una espècie protegida als EUA, i molts dels parcs nacionals de Florida es van crear en el seu moment amb la finalitat de preservar les seves zones de caça i implantació.

## Biologia i ecologia
Encara que d'hàbits principalment aquàtics, pot recórrer grans distàncies per terra en busaca de nous territoris i fins i tot galopar a velocitats de fins a 30 km/h durant curts trossos. Els joves s'alimenten de cucs i insectes aquàtics, mentre que els adults mengen gairebé qualsevol cosa que es mogui: peixos, aus, tortugues, rosegadors i fins i tot animals de la talla d'un cérvol. Els al·ligàtors també maten amb freqüència animals domèstics com a gossos i gats que s'allunyen de la casa dels seus amos.
Els atacs contra humans no són freqüents, però tampoc excessivament rars. Des de 1948 s'han documentat 275 atacs no provocats a Florida, dels quals, almenys 17 van provocar la mort de la persona.